# 烏龍巡警2
《烏龍巡警2》（英語：Super Troopers 2）是一部2018年美國喜劇片，由破碎蜥蜴的傑伊·錢德拉薩卡執導並與其餘成員凱文·赫夫南、史蒂夫·雷米、保羅·索德、艾瑞克·史托漢斯克共同撰寫劇本、主演。本片為2001年電影《烏龍巡警》；劇情講述當美國和加拿大的國際邊界出現爭議時，佛蒙特州警隊被要求派往加拿大駐紮新的公路巡邏站。
片商懷疑在原版十多年後製作的續集能否存有市場，導致本片經歷一段开发地狱。在一次成功的眾籌活動在24小時內籌得200萬美元的資金（總共470萬美元）後，電影製作獲批准。2015年10月23日在麻薩諸塞州中部展開主要拍攝。《烏龍巡警2》於2018年4月20日美國上映。

## 劇情
當佛蒙特州警隊帶著影星弗萊德·薩維奇一起出勤時導致對方被車撞死，使他們被當地史普貝瑞警局（Spurbury Police）解雇。法瓦成為建築工頭，麥克和兔子和他一起工作。索恩擔任伐木工，而佛斯特與史普貝瑞警局局長女友兼前同事烏蘇拉·漢森住在一起。麥克接到前上司奧哈根隊長的電話，召集大家一起去加拿大釣魚。
一行人到達後，發現奧哈根隊長用意是讓他們與州長潔絲曼會面。她解釋，在最近的一次土地調查中，發現加拿大的一片土地本該歸於美國，而加拿大當局也同意歸還，潔絲曼需要成立一個警察部門，接替該地區的加拿大皇家騎警。她邀請這群人再次成為州警，並承諾如果他們成功完成這項任務，他們將成為正職軍官。警察的招待會上，州警隊認識了鎮長蓋·樂吉凡、三位加拿大騎警以及文化專員珍薇耶·奧布瓦。市民不歡迎這群美國人，只想繼續當加拿大人。第二天，福斯特和麥克陪同騎警巡邏，與當地市民會面，他們在樂吉凡的脫衣舞俱樂部遭到襲擊。索恩和兔子的任務是用美國等效的測量值替換公制路標，法瓦再度擔任無線電操作員。
索恩和兔子透過幾名嗑藥的孩子而發現了一批走私品，當中包括毒品、沒有標記的藥丸和仿冒手機。第二天，加拿大騎警將一隻熊放到州警隊的警局來捉弄他們。作為報復，州警綁架了騎警並將他們釋放到樹林中。然後他們穿上騎警制服，並試圖對市民惡作劇來抹黑加拿大騎警的形象。然而，樂吉凡鎮長打算藉由此事來阻止領土成為美國時，州警隊的工作面臨失敗，打算返回美國。
法瓦和麥克在公路旁發現了另一堆毒品和手機，以及AK-48步槍。州警隊意識到這些物品在美國都比在加拿大更有價值，並且有人一直在鎮上經營此項物品，準備將這些物品運往美國，但又得避免越過邊境。在巡邏站，一直在和兔子調情的珍薇耶前來與他發生性關係，結果遭到襲擊並被帶走。其餘的州警從行車紀錄器得知此事，並懷疑加拿大騎警參與其中。使用假冒手機上的手機三角測量器，州警到達鋸木廠。他們遇到了騎警，卻發現騎警懷疑州警們才是走私毒品的人。樂吉凡鎮長自曝自己才是走私行動的頭目，並抓住了兔子，而珍薇耶是他的手下。兩伙人發生了槍戰，州警和騎警成功勝出，兔子也成功獲救。樂吉凡和他的員工們被捕，珍薇耶透露她實際上是安大略省警察局的臥底警官「安卓亞·史普納」。
州長潔絲曼抵達祝賀州警隊的成功。在接受記者採訪時，加拿大騎警向他們的美國同行表示祝賀，並對州警隊的努力表示讚賞。但當潔絲曼宣布，由於隱藏的違禁品，該地區暫時仍由加拿大控制，導致兩國警員再次發生爭吵並大打出手。
在片尾，揭示了弗萊德·薩維奇當初跟著州警隊出勤的過程。他在爬上樹救一隻貓後從樹上掉下來，雖然安全著陸，但卻被抵達的消防車撞死。在最後的片尾中，法瓦因與兔子的上床對賭敗陣，而將自己的小腳趾混合成冰沙，然後直接從攪拌機中喝掉。

## 演員

### 佛蒙特州警
- 傑伊·錢德拉薩卡（英语：Jay Chandrasekhar）飾演艾爾喬特·「索恩」·雷馬索恩高級州警（Senior Trooper Arcot "Thorny" Ramathorn）：資深州警，部隊的次要領導人。
- 保羅·索德（英语：Paul Soter）飾演卡特·福斯特州警（Trooper Carl Foster）：州警部隊中最冷靜和保守的成員，負責採購。
- 史蒂夫·雷米（英语：Steve Lemme）飾演麥克英泰爾·「麥克」·沃馬克（Trooper MacIntyre "Mac" Womack）：州警部隊中最喜歡惡作劇的成員。
- 艾瑞克·史托漢斯克（英语：Erik Stolhanske）飾演羅比·「兔子」·羅托州警（Trooper Robbie "Rabbit" Roto）：州警部隊中資歷最淺的成員。
- 凱文·赫夫南（英语：Kevin Heffernan (actor)）飾演羅尼·「羅德」·法瓦州警（Trooper Rodney "Rod" Farva）：聒噪的州警成員，擔任無線電操作員。
- 布萊恩·考克斯飾演約翰·奧哈根隊長（Captain John O'Hagen）：州警部隊的指揮官。

### 其他角色
- 罗伯·劳飾演蓋·「哈利法克斯爆炸」·樂吉凡（Guy "The Halifax Explosion" Le Franc）：前蒙特利尔加拿大人隊冰球運動員，現任加拿大魁北克邊境小鎮鎮長。
- 埃曼紐爾·施萊琪飾演珍薇耶·奧布瓦／安卓亞·史普納（Genevieve Aubois / Andrea Spooner）：專注於美國關係的法國及加拿大文化專員，後來被揭露為安大略省警察局的臥底警官。
- 泰勒·羅比尼（英语：Tyler Labine）飾演克里斯多福·貝爾福耶軍士（Sergeant Christophe Bellefuille）：愛國沙文主義的加拿大騎警。
- 威爾·薩索飾演羅傑·亞商波士官長（Sergeant Major Roger Archambault）：討人厭的法裔加拿大騎警。
- 海耶斯·麥克阿瑟（英语：Hayes MacArthur）飾演亨利·波狄恩上士（Staff Sergeant Major Henri Podien）：冷靜的加拿大騎警領袖。
- 小戴蒙·韋恩斯飾演華格納州警（Trooper Wagner）
- 西恩·威廉·史考特飾演卡拉漢州警（Trooper Callaghan）
- 琳達·卡特飾演潔絲曼（Jessman）：佛蒙特州州長。
- 瑪莉莎·寇蘭（英语：Marisa Coughlan）飾演烏蘇拉·漢森（Ursula Hanson）：史普貝瑞警局（Spurbury Police）局長，福斯特的女友。
- 保羅·華特·豪澤飾演洛尼·拉魯許（Lonnie Laloush）：討人厭的辦公室經理，珍薇耶的同事。
- 吉姆·加菲根（英语：Jim Gaffigan）飾演賴瑞·強生（Larry Johnson）：曾被佛蒙特州警攔下的超速駕駛。
- 弗萊德·薩維奇飾演他自己
- 吉米·塔特羅飾演蘭斯·史東巴克（Lance Stonebreaker）
- 小克利夫頓·柯林斯飾演巴士司機
- 布魯斯·麥克洛克（英语：Bruce McCulloch）飾演邊防官查爾斯·勞埃德（Border Officer Charles Lloyd）
- 潘蜜拉·保羅施克（Pamela Paulshock）飾演弗洛瓦斯科舍（Flova Scotia）廣告女郎（未掛名）
- 梅琳達·蘇利文（英语：Melinda Sullivan）飾演海倫·斯普拉格（Helen Sprague，未掛名）

## 續集
傑伊·錢德拉薩卡曾表示《烏龍巡警》有望推出第三集。他在2018年7月21日宣布片名《烏龍巡警3》（Super Troopers 3: Winter Soldiers），同時已開始編寫劇本。

## 外部連結
- 官方网站
- 互联网电影数据库（IMDb）上《烏龍巡警2》的资料（英文）